# Irena Jukić
Irena Jukić (Drniš, 1960.), hrvatska je transfuziologinja, ravnateljica Hrvatskoga zavoda za transfuzijsku medicinu.
Diplomala je na Medicinskom fakultetu u Zagrebu.
Docentica je na Medicinskom fakultetu u Osijeku.
Autorica je tridesetak znanstvenih i stručnih radova.

## Vanjske poveznice
- Bibliografija u Hrčku
- Bibliografija u CROSBI-u
- ORCID